# CONSUR Sevens 2008
CONSUR Sevens 2008 – trzecie mistrzostwa strefy CONSUR w rugby 7 mężczyzn, oficjalne międzynarodowe zawody rugby 7 o randze mistrzostw kontynentu organizowane przez Confederación Sudamericana de Rugby mające na celu wyłonienie najlepszej męskiej reprezentacji narodowej w tej dyscyplinie sportu w strefie CONSUR, które odbyły się wraz z turniejem żeńskim w argentyńskim mieście Punta del Este w dniach 18–19 stycznia 2008 roku. Turniej służył również jako kwalifikacja do Pucharu Świata 2009.

## Informacje ogólne
W rozegranym na Estadio Domingo Burgueño Miguel w Punta del Este turnieju wzięło udział osiem reprezentacji, a stawką prócz medali tej imprezy było również jedno miejsce w turnieju finałowym Pucharu Świata 2009. Początkowo zespoły miały rywalizować systemem, według którego rozegrano poprzednie edycje – lecz z uwagi na fakt, że reprezentacja Argentyny uzyskała wcześniej automatyczny awans na PŚ 2009, aby pozostałe zespoły miały równe szanse walki o awans do tego turnieju, system rozgrywek został zmodyfikowany – po rozegranej systemem kołowym fazie grupowej Argentyńczycy trafili bezpośrednio do finału, po dwie najlepsze z każdej grupy zespoły spotkały się zaś w ćwierćfinałach.
W turnieju ponownie zwyciężyli Argentyńczycy, a ich finałowi przeciwnicy, Urugwajczycy, wywalczyli awans do Pucharu Świata. Najlepszym zawodnikiem zawodów został wybrany Lucas González Amorosino.

## Faza grupowa

### Grupa A
| 18 stycznia 200814:25 | Argentyna | 47:0 | Brazylia | Estadio Domingo Burgueño Miguel, Punta del Este |
| 18 stycznia 200814:25 |           | 47:0 |          | Estadio Domingo Burgueño Miguel, Punta del Este |

| 18 stycznia 200816:05 | Urugwaj | 36:5 | Wenezuela | Estadio Domingo Burgueño Miguel, Punta del Este |
| 18 stycznia 200816:05 |         | 36:5 |           | Estadio Domingo Burgueño Miguel, Punta del Este |

| 18 stycznia 200817:45 | Argentyna | 68:0 | Wenezuela | Estadio Domingo Burgueño Miguel, Punta del Este |
| 18 stycznia 200817:45 |           | 68:0 |           | Estadio Domingo Burgueño Miguel, Punta del Este |

| 18 stycznia 200819:25 | Urugwaj | 21:12 | Brazylia | Estadio Domingo Burgueño Miguel, Punta del Este |
| 18 stycznia 200819:25 |         | 21:12 |          | Estadio Domingo Burgueño Miguel, Punta del Este |

| 18 stycznia 200821:05 | Brazylia | 37:0 | Wenezuela | Estadio Domingo Burgueño Miguel, Punta del Este |
| 18 stycznia 200821:05 |          | 37:0 |           | Estadio Domingo Burgueño Miguel, Punta del Este |

| 18 stycznia 200822:45 | Chile | 36:12 | Paragwaj | Estadio Domingo Burgueño Miguel, Punta del Este |
| 18 stycznia 200822:45 |       | 36:12 |          | Estadio Domingo Burgueño Miguel, Punta del Este |

### Grupa B
| 18 stycznia 200815:15 | Chile | 38:12 | Peru | Estadio Domingo Burgueño Miguel, Punta del Este |
| 18 stycznia 200815:15 |       | 38:12 |      | Estadio Domingo Burgueño Miguel, Punta del Este |

| 18 stycznia 200816:55 | Paragwaj | 15:17 | Kolumbia | Estadio Domingo Burgueño Miguel, Punta del Este |
| 18 stycznia 200816:55 |          | 15:17 |          | Estadio Domingo Burgueño Miguel, Punta del Este |

| 18 stycznia 200818:35 | Chile | 57:0 | Kolumbia | Estadio Domingo Burgueño Miguel, Punta del Este |
| 18 stycznia 200818:35 |       | 57:0 |          | Estadio Domingo Burgueño Miguel, Punta del Este |

| 18 stycznia 200820:15 | Paragwaj | 7:12 | Peru | Estadio Domingo Burgueño Miguel, Punta del Este |
| 18 stycznia 200820:15 |          | 7:12 |      | Estadio Domingo Burgueño Miguel, Punta del Este |

| 18 stycznia 200821:55 | Peru | 17:19 | Kolumbia | Estadio Domingo Burgueño Miguel, Punta del Este |
| 18 stycznia 200821:55 |      | 17:19 |          | Estadio Domingo Burgueño Miguel, Punta del Este |

| 18 stycznia 200823:35 | Argentyna | 17:0 | Urugwaj | Estadio Domingo Burgueño Miguel, Punta del Este |
| 18 stycznia 200823:35 |           | 17:0 |         | Estadio Domingo Burgueño Miguel, Punta del Este |

## Faza pucharowa

### Drabinka
|  | Ćwierćfinały | Ćwierćfinały | Ćwierćfinały |  |  | Półfinały | Półfinały | Półfinały |   |           | Finał     | Finał | Finał |
|  |              |              |              |  |  |           |           |           |   |           |           |       |       |
|  |              |              |              |  |  |           |           |           |   |           |           |       |       |
|  |              |              |              |  |  |           |           |           |   |           |           |       |       |
|  |              |              |              |  |  |           |           |           |   |           |           |       |       |
|  |              |              |              |  |  |           |           |           |   | Argentyna | Argentyna | 19    |       |
|  | Urugwaj      | Urugwaj      | 27           |  |  |           | Urugwaj   | Urugwaj   | 0 |           |           |       |       |
|  | Kolumbia     | Kolumbia     | 14           |  |  | Urugwaj   | Urugwaj   | 31        |   |           |           |       |       |
|  | Chile        | Chile        | 21           |  |  | Chile     | Chile     | 19        |   |           |           |       |       |
|  | Brazylia     | Brazylia     | 12           |  |  |           |           |           |   |           |           |       |       |
|  |              |              |              |  |  |           |           |           |   |           |           |       |       |
|  |              |              |              |  |  |           |           |           |   |           |           |       |       |

### Ćwierćfinały
| 19 stycznia 200815:00 | Urugwaj | 27:14 | Kolumbia | Estadio Domingo Burgueño Miguel, Punta del Este |
| 19 stycznia 200815:00 |         | 27:14 |          | Estadio Domingo Burgueño Miguel, Punta del Este |

| 19 stycznia 200815:25 | Chile | 21:12 | Brazylia | Estadio Domingo Burgueño Miguel, Punta del Este |
| 19 stycznia 200815:25 |       | 21:12 |          | Estadio Domingo Burgueño Miguel, Punta del Este |

### Mecz o 7. miejsce
| 19 stycznia 200816:40 | Wenezuela | 19:24 | Paragwaj | Estadio Domingo Burgueño Miguel, Punta del Este |
| 19 stycznia 200816:40 |           | 19:24 |          | Estadio Domingo Burgueño Miguel, Punta del Este |

### Mecz o 4. miejsce
| 19 stycznia 200819:10 | Kolumbia | 5:12 | Brazylia | Estadio Domingo Burgueño Miguel, Punta del Este |
| 19 stycznia 200819:10 |          | 5:12 |          | Estadio Domingo Burgueño Miguel, Punta del Este |

### Mecz o awans do PŚ/Półfinał
| 19 stycznia 200819:35 | Urugwaj | 31:19 | Chile | Estadio Domingo Burgueño Miguel, Punta del Este |
| 19 stycznia 200819:35 |         | 31:19 |       | Estadio Domingo Burgueño Miguel, Punta del Este |

### Finał
| 19 stycznia 200821:00 | Argentyna | 19:0 | Urugwaj | Estadio Domingo Burgueño Miguel, Punta del Este |
| 19 stycznia 200821:00 |           | 19:0 |         | Estadio Domingo Burgueño Miguel, Punta del Este |

## Klasyfikacja końcowa
| Miejsce | Reprezentacja | Uwagi            |
| ------- | ------------- | ---------------- |
| 1       | Argentyna     | -                |
| 2       | Urugwaj       | awans na PŚ 2009 |
| 3       | Chile         | -                |
| 4       | Brazylia      | -                |
| 5       | Kolumbia      | -                |
| 6       | Peru          | -                |
| 7       | Paragwaj      | -                |
| 8       | Wenezuela     | -                |